# باريس تورز 1932
باريس تورز 1932 هو سباق دراجات هوائية، وهو الموسم رقم 27 من باريس تورز، وأقيم في 1932.
فاز بالمركز الأول جوليان موينو ‏، وبالمركز الثاني Herbert Sieronski ‏، وبالمركز الثالث Amulio Viarengo ‏.

## الفائزون
| الترتيب | الفائز             |
| ------- | ------------------ |
| الفائز  | جوليان موينو ‏      |
| الثاني  | Herbert Sieronski ‏ |
| الثالث  | Amulio Viarengo ‏   |